# CAHL 1929/30
Die Saison 1929/30 war die vierte reguläre Saison der Canadian-American Hockey League (CAHL). Meister wurden die Providence Reds.

## Teamänderungen
Folgende Änderungen wurden vor Beginn der Saison vorgenommen:
- Die Newark Bulldogs stellten den Spielbetrieb ein.

## Modus
In der Regulären Saison absolvierten die fünf Mannschaften jeweils zwischen 39 und 40 Spielen. Die drei bestplatzierten Mannschaften qualifizierten sich für die Playoffs, wobei der Erstplatzierte in der ersten Runde ein Freilos hatte. Für das Weiterkommen im Halbfinale waren die erzielten Tore entscheidend, im Finale in der Best-of-Five-Serie die Anzahl der Siege. Für einen Sieg erhielt jede Mannschaft zwei Punkte, bei einem Unentschieden einen Punkt und bei einer Niederlage null Punkte.

## Reguläre Saison

### Tabelle
Abkürzungen: GP = Spiele, W = Siege, L = Niederlagen, T = Unentschieden, GF = Erzielte Tore, GA = Gegentore, Pts = Punkte
|                     | GP | W  | L  | T | GF  | GA  | Pts |
| ------------------- | -- | -- | -- | - | --- | --- | --- |
| Providence Reds     | 40 | 24 | 11 | 5 | 120 | 98  | 53  |
| Philadelphia Arrows | 40 | 20 | 18 | 2 | 120 | 121 | 41  |
| Boston Tigers       | 40 | 17 | 18 | 5 | 136 | 126 | 39  |
| New Haven Eagles    | 39 | 14 | 19 | 6 | 94  | 101 | 34  |
| Springfield Indians | 39 | 14 | 23 | 2 | 96  | 120 | 30  |

## Playoffs
|  | Halbfinale | Halbfinale          | Halbfinale |  |  | Finale | Finale          | Finale |
|  |            |                     |            |  |  |        |                 |        |
|  |            |                     |            |  |  |        |                 |        |
|  | 1          | Providence Reds     |            |  |  |        |                 |        |
|  |            | Freilos             |            |  |  |        |                 |        |
|  |            |                     |            |  |  | 1      | Providence Reds | 3      |
|  |            |                     |            |  |  | 3      | Boston Tigers   | 0      |
|  | 2          | Philadelphia Arrows | 3          |  |  |        |                 |        |
|  | 3          | Boston Tigers       | 5          |  |  |        |                 |        |
|  |            |                     |            |  |  |        |                 |        |